# Обод (крепость)
Обод (серб. Обод, Риjчки град, Црнојевића град) — несохранившаяся крепость в Черногории. В Средние века располагалась на берегу реки Ободы (позднее переименованной в реку Черноевича).
Основан около 1475 году господарем Зеты Иваном Черноевичем, перенёсшим сюда столицу из сожжённого Жабляка. Обод служил резиденцией Ивана около шести лет. Согласно одной из версий, именно в Ободе, а не в Цетине, находилась типография Георгия Черноевича. С 1952 года государственная типография в Цетине носит название «Обод». После переселения Ивана Черноевича в Цетине Обод запустел. 
Согласно преданию, Иван Черноевич не умер, а укрылся и спит в пещере под Ободом. Обод упоминается в поэме Негоша «Горный венец».